# Ekran elektrostatyczny
Ekran elektrostatyczny, ekran elektryczny – osłona chroniąca wydzielony obszar przed wpływem zewnętrznego pola elektrycznego.
Ekran elektrostatyczny wykonany jest jako metalowa, całkowicie przewodząca, osłona połączona z uziemieniem lub obudową urządzenia (punktu o określonym potencjale). Tego typu ekran stosuje się zwykle w celu ochrony elementów obwodu elektrycznego przed wpływem niepożądanych sygnałów lub szumów, a także wyeliminowania wpływu na wyniki prowadzonych pomiarów. Ekran elektryczny może być też użyty do tłumienia pola elektrycznego na zewnątrz urządzenia, które je emituje.